# Coroa Vermelha
Coroa Vermelha ist eine Bucht (Cala), ein Küstenabschnitt und eine Strandregion im südlichen brasilianischen Bundesstaat Bahia. Sie liegt nördlich des Munizips Porto Seguro und südlich von Santa Cruz Cabrália in der Touristenregion der Costa do Descobrimento am Südatlantik. 
In der Gegend gibt es ein Indianerreservat des Volkes Pataxó mit einem Dorf, in dem kunsthandwerklich gefertigte Gegenstände verkauft werden. 
In der Nähe von Coroa Vermelha befindet sich die „Praia do Descobrimento“ (Strand der Entdeckung), wo der Überlieferung entsprechend die erste Messe des Eroberers und Entdeckers Pedro Álvares Cabral am 26. April 1500 abgehalten wurde. Der Name Coroa Vermelha kommt von einem großen Korallen-Riff, welches der Küste vorgelagert ist und eine rotorange Farbe hat.